# BSG Pneumant Fürstenwalde
Die BSG Pneumant Fürstenwalde e.V. ist der zweitgrößte Sportverein im Land Brandenburg. In seinen 26 Abteilungen sind 2770 Mitglieder aktiv. Schwerpunkt von Pneumant ist der Breitensport. Daneben engagiert sich die BSG Pneumant auch im sozialen Bereich. Mit seinem Jugendclub „Südclub“ betreibt der Verein einen in Fürstenwalde etablierten und beliebten Treffpunkt für Kinder und Jugendliche. Als Vorstandsvorsitzende steht an der Spitze des Sportvereins seit 2009 Karin Lehmann.
Die Fußballabteilung des Vereins nahm in den 1950er Jahren am FDGB-Pokal des Deutschen Fußball-Verbandes teil.

## Geschichte
Am 2. November 1949 wurde die Betriebssportgemeinschaft „Deka Ketschendorf“ mit den Sektionen Fußball, Handball und Tischtennis unter dem Vorsitz von Max Fenner gegründet. 1951 erfolgte die Umbenennung in BSG Chemie Fürstenwalde. Der Sportplatz am Tränkeweg wurde eingeweiht und die Sektion Segeln wurde gegründet. In den Jahren 1950/51 und 1951/52 spielte Chemie in der Berliner Landesklasse. 1970 wurde der Verein nach dem Fürstenwalder Reifenhersteller Pneumant in BSG Pneumant Fürstenwalde umbenannt.
1990 war das wohl bewegteste Jahr in der Sportgeschichte der BSG. Die BSG Pneumant zerfiel aufgrund der Empfehlung des Reifenwerkes in einzelne Vereine, d. h., die material- und kostenintensiven Sektionen gründeten sich als eigenständige Vereine. So gründeten sich aus der BSG Pneumant u. a. folgende Sportvereine: FSV Wacker Fürstenwalde (jetzt FSV Union Fürstenwalde); RSC 90 Fürstenwalde, Tischtennisclub Fürstenwalde, Ringer- und Turnverein Fürstenwalde, Schachclub Fürstenwalde, Ruderclub Fürstenwalde, Saarower Seglerverein am Werl. Zurück blieben einige Breitensportgruppen, die am 26. Juni 1990 im Karl-Marx-Haus die BSG Pneumant Fürstenwalde e. V. gründeten. Das „Haus der Reifenwerker“, das „Pneumant-Sportforum“, der „Hügel“ wurden verkauft. Der Verein verlor seine letzten verbliebenen Sportstätten. 1994 übernahm die BSG die Trägerschaft über den „Südclub“. Seit 1998 betreibt die BSG die neu errichtete 3-Felder-Sport- und Mehrzweckhalle, besser bekannt unter dem Namen „Pneumant-Sporthalle“. Seit dem Jahr 2003 richtet die BSG das sportliche Highlight der Stadt, „Die Füwa-Race“ – Das Drachenbootrennen – jährlich in Fürstenwalde aus. 2011 wurde das neue PneumantSportForum neben der Pneumant-Sporthalle eingeweiht, das seitdem von der BSG Pneumant betrieben wird.

## Abteilungen
Derzeit bietet der Verein die Sportangebote Badminton, Behindertensport, Bogensport, Bowling, Drachenboot, Familiensport, Fußball, Gymnastik, Handball, Inlinehockey, Karate, Kita-Sport, Kindersport, Kinder-Leichtathletik, Laufgruppe, Minigolf, Nordic-Sport, Radsport, REHA-Sport, Ringen und Athletik, Schwimmen, Silat, Tanzen, Tischtennis, Turnen, Wandern, Wasserball, Wassergymnastik und Volleyball an.

### Volleyball
Zurzeit spielt die erste Herrenmannschaft in der Brandenburgliga. Eine zweite Herrenmannschaft spielt in dieser Saison in der Landesklasse Süd. Des Weiteren gibt es eine 3. Mannschaft sowie eine Mixed und diverse Jugendmannschaften. Auch in den einzelnen Mixedmannschaften steht der Spaß im Vordergrund. Hier gibt es verschiedene altersspezifische Teams.

### Radsport
Pneumant bietet eine traditionsreiche Radsportabteilung, welche nach 1990 vorerst zum RSC 90 Fürstenwalde wurde. Die Abteilung brachte viele Radsportler im Profibereich hervor (z. B. Mathias Stumpf). Es gibt eine Rad-AG zwischen der Gerhard-Goßmann-Grundschule und Pneumant.

### Kanu-Drachenboot
Die BSG Pneumant ist Vorreiter des Drachenbootsportes in Brandenburg. Derzeit fahren in der Drachenbootabteilung die Mannschaften Pneumant Dragon Fürstenwalde, Pneumant SpreeCoyoten Fürstenwalde, Race Tire Pits und die Jugendmannschaft Pneumant Little Dragon. Der Verein ist Mitglied im Deutschen Kanu-Verband. Das derzeit (Stand 2016) erfolgreichste Pneumant-Drachenboot-Team, die Pneumant SpreeCoyoten, belegte mehrere Male Medaillenränge bei den Gemeinsamen Deutschen Drachenbootmeisterschaften.

### Fußball
Ab 1953 spielte die BSG langjährig in der Bezirksliga Frankfurt. Der größte Erfolg war hierbei die Vizemeisterschaft in der Saison 1961/62, mit der man nur knapp den Aufstieg in die II. DDR-Liga verfehlte. In der Saison 1954/55 gelang die Qualifikation für den FDGB-Pokal, in dem die BSG in der ersten Runde der BSG Motor Süd Brandenburg unterlag. 1958 scheiterte man in der 2. Qualifikationsrunde am SC Lichtenberg 47. 1990 spaltete sich die Fußballabteilung als FSV Wacker Fürstenwalde ab, der 2002 im FSV Union Fürstenwalde aufging, der derzeit in der Oberliga Nordost spielt.
Seit der Saison 2014/15 nimmt Pneumant wieder mit eigenen Fußballmannschaften am Spielbetrieb teil. So schaffte die Männermannschaft in der 1. Saison auch gleich den Aufstieg in die Kreisliga bzw. 2018 den Aufstieg in die Landesklasse Ost. Seit 2022/23 spielt die BSG in der Landesklasse Ost Brandenburg. Im Jugendfußball sind in jeder Altersklasse Mannschaften des Vereins vertreten.